# Свет (разъезд)
Свет — железнодорожный разъезд Пензенского региона Куйбышевской железной дороги, располагается в одноимённом посёлке Ульяновской области.

## Описание
Разъезд Свет расположен на двухпутном участке Кустарёвка — Самара с электротягой постоянного тока, относится к Пензенскому региону Куйбышевской железной дороги. По характеру работы является промежуточной станцией, по объёму выполняемой работы отнесён к 5-му классу. Путевое развитие включает 4 пути: 2 главных (№ 1, 2) и 2 приёмо-отправочных (№ 3, 4).
Станция включена в диспетчерскую централизацию участка Рузаевка — Новообразцовое. Комплексный контроль за техническим состоянием путей осуществляет Инзенская дистанция пути (ПЧ-21 Инза). Контроль за техническим обслуживанием и ремонтом устройств автоматики и телемеханики осуществляет Инзенская дистанция сигнализации, централизации и блокировки (ШЧ-8 Инза).